# Who Will be the Family Wizard?
Who Will be the Family Wizard? (en español: ¿Quién será el hechicero de la familia?) es el séptimo doble episodio de la exitosa serie original de Disney Channel Wizards of Waverly Place, también el episodio que le da final a la cuarta temporada, y también a la serie. Es el episodio número 109 y 110 de Wizards of Waverly Place, se estrenó originalmente en los Estados Unidos de América el viernes 6 de enero de 2012, en Latinoamérica el domingo 15 de enero de 2012 y en España el 23 de marzo del 2012.

## Sinopsis
Final de Serie. Justin, Alex, y Max tienen que hacer la competencia de Hechiceros. Durante una Cena que Alex preparaba a su familia, aparece el Profesor Crumbs a informarles que tienen que hacer la competencia familiar, se enfrentarán en una etapa de preguntas. Justin toma la delantera, Max queda en segundo lugar y Alex no suma puntos. Mientras tanto Harper y Zeke aparecen en esa ronda, pero Zeke ha olido una sustancia que lo hace ver morado y es así como provoca que un Grifo secuestre a Harper y Zeke. Alex les dice a Justin y Max que tienen que ir a rescatarlos, pero al irse los tres su tiempo fuera termina y quedaron descalificados de la competencia. Regresan a Casa y es ahí donde la guarida desaparece y se quedan sin magia. Justin y Max se enojan con Alex por obligarlos a ir, Jerry decide vender la Subestación, pero es ahí donde aprenden a trabajar unidos y en familia. De repente vuelven a la zona de competencia, donde el que les está haciendo el examen confiesa que fue una prueba, y no fue culpa de Zeke sino que estaba todo planeado para poder mantener el vínculo familiar de los Russo, y es ahí donde vuelven a hacer la competencia familiar, realizan otra ronda de preguntas en la que Alex consigue todos los puntos. Después pasan a la otra ronda, pero esta etapa consiste en Salir del Laberinto, los tres no saben cómo salir y es ahí donde Alex decide usar un hechizo y toma la delantera, pero en el camino se encuentra a Justin, el cual ha quedado enredado en una raíz de planta y decide ayudarlo, es ahí donde Max los alcanza, pero Justin sale con la victoria. El Profesor Crumbs al ver el acto de bondad que hizo Justin, decide retirarse del presidente del Mundo mágico, y declara a Justin como nuevo presidente; devolviéndole poderes de hechicero. Mientras tanto Jerry y Theresa deciden darle la subestación a Max. Justin se queda con Juliet, juntos formarán la familia que querían, mago-vampira. Al final, Alex se queda con los poderes de la competencia, tal y como sucedía en la película.

## Elenco

### Principales
Selena Gomez como Alex Russo.

David Henrie como Justin Russo.

Jake T. Austin como Max Russo.

Jennifer Stone como Harper Finkle.

Maria Canals Barrera como Theresa Russo.

David DeLuise como Jerry Russo.

### Secundarios
Bridgit Mendler como Julieta Van Heusen.

Gregg Sulkin como Mason Greyback.

Ian Abercrombie(†) como Profesor Crumbs.

Dan Benson como Zeke Beakerman.
- Datos: Q6167266